# Dekanat orański
Dekanat orański – jeden z 9 dekanatów archidiecezji wileńskiej na Litwie. Składa się z 9 parafii, 9 kościołów i 5 kaplic.

## Lista parafii
| Lp | Miejscowość / parafia                                             | Proboszcz / administrator | Kościół                                                               | Zdjęcie |
| -- | ----------------------------------------------------------------- | ------------------------- | --------------------------------------------------------------------- | ------- |
| 1  | Rotnica (Druskieniki) Parafia św. Bartłomieja                     |                           | Kościół św. Bartłomieja w Druskienikach                               |         |
|    | Szandubra                                                         |                           | Kaplica św. Antoniego w Szandubrze                                    |         |
| 2  | Druskieniki Parafia Matki Bożej Szkaplerznej                      |                           | Kościół Matki Bożej Szkaplerznej w Druskienikach                      |         |
| 3  | Dubicze Parafia Najświętszego Serca Pana Jezusa                   |                           | Kościół Najświętszego Serca Pana Jezusa w Dubiczach                   |         |
|    | Raki                                                              |                           | Kaplica w Rakach                                                      |         |
|    | Ponacza                                                           |                           | Kaplica w Ponaczach                                                   |         |
| 4  | Kobele Parafia Wniebowzięcia Najświętszej Maryi Panny             |                           | Kościół Wniebowzięcia Najświętszej Maryi Panny w Kobelach             |         |
| 5  | Koleśniki Parafia Niepokalanego Poczęcia Najświętszej Maryi Panny |                           | Kościół Niepokalanego Poczęcia Najświętszej Maryi Panny w Koleśnikach |         |
| 6  | Marcinkańce Parafia św. Apostołów Szymona i Judy Tadeusza         |                           | Kościół św. Apostołów Szymona i Judy Tadeusza w Marcinkańcach         |         |
| 7  | Rudnia Parafia Matki Bożej Nieustającej Pomocy                    |                           | Kościół Matki Bożej Nieustającej Pomocy w Rudnii                      |         |
| 8  | Olkieniki Parafia Nawiedzenia Najświętszej Maryi Panny            |                           | Kościół Nawiedzenia Najświętszej Maryi Panny w Olkienikach            |         |
|    |                                                                   |                           | Kaplica w szpitalu w Olkienikach                                      |         |
| 9  | Orany Parafia św. Michała Archanioła                              | ks. Medardas Čeponis      | Kościół św. Michała Archanioła w Oranach                              |         |
|    | Matujzy                                                           |                           | Kaplica w Matujzach                                                   |         |